# 歐克沙娜·沃沃迪娜
奥克萨纳·安德烈耶夫娜·沃耶沃金娜（俄语：Оксана Андре́евна Воеводина；俄语罗马化：Oksana Andreyevna Voevodina，1992年7月10日—）是苏丹莫哈末五世的前妻，也称「里哈娜·歐夏娜·戈巴騰科」（Rihana Oksana Gorbatenko）或「里哈娜·帕特拉」（Rihana Petra）。婚前，她是一名来自俄罗斯的選美冠軍及模特兒。父母分別是一名骨外科医生和钢琴家。戈巴騰科是2015年莫斯科小姐冠軍。她有乌克兰和波兰血统。

## 个人生活
根据报道，她在2018年11月22日和当时的马来西亚最高元首莫哈末五世在莫斯科举行婚礼。同年4月她改信伊斯兰教并使用她的穆斯林名字：里哈娜·歐夏娜·戈巴騰科。戈巴騰科后来澄清她和莫哈末五世早于2018年6月7日在马来西亚结婚，在莫斯科举办的活动只是婚礼的庆祝派对。2019年5月21日，她在莫斯科诞下一子，取名东古伊斯迈·莱昂·柏特拉（Tengku Ismail Leon Petra）。2019年7月1日，媒体报道她與蘇丹莫哈末五世離婚。虽然王宫一直没有发表任何官方声明，戈巴騰科的父亲和友人都证实他们已离婚。7月20日，莫哈末五世的新加坡律师表示他已在2019年6月以三遍塔拉克式離婚休妻。戈巴騰科承认苏丹早在2018年12月和她分居。